# Distretto di Huangshan
Il distretto di Huangshan (黄山区S, Huángshān QūP) è un distretto della Cina, situato nella provincia dell'Anhui.